# Бастресс Тауншип (округ Лайкомінг, Пенсільванія)
Бастресс Тауншип (англ. Bastress Township) — селище (англ. township) в США, в окрузі Лайкомінг штату Пенсільванія. Населення — 527 осіб (2020).

## Демографія
Згідно з переписом 2010 року, у селищі мешкало 546 осіб у 203 домогосподарствах у складі 163 родин. Було 218 помешкань
Расовий склад населення:
| - 98,5 % — білих - 0,7 % — корінних американців - 0,5 % — чорних або афроамериканців - 0,2 % — азіатів |

До двох чи більше рас належало 0,0 %. Частка іспаномовних становила 0,7 % від усіх жителів.
За віковим діапазоном населення розподілялося таким чином: 22,9 % — особи молодші 18 років, 61,0 % — особи у віці 18—64 років, 16,1 % — особи у віці 65 років та старші. Медіана віку мешканця становила 45,7 року. На 100 осіб жіночої статі у селищі припадало 92,9 чоловіків;  на 100 жінок у віці від 18 років та старших — 98,6 чоловіків також старших 18 років.
Середній дохід на одне домашнє господарство  становив 72 234 долари США (медіана — 56 667), а середній дохід на одну сім'ю — 78 305 доларів (медіана — 60 804). За межею бідності перебувало 4,3 % осіб, у тому числі 11,5 % дітей у віці до 18 років та 4,3 % осіб у віці 65 років та старших.
Цивільне працевлаштоване населення становило 347 осіб. Основні галузі зайнятості: освіта, охорона здоров'я та соціальна допомога — 22,2 %, роздрібна торгівля — 16,7 %, виробництво — 16,7 %.